# Angustia
Angustia (bra: Os Olhos da Cidade São Meus; prt: Angústia) é um filme ítalo-espanhol de 1987, dos gêneros suspense e terror, dirigido por Bigas Luna

## Sinopse
Um thriller com um filme dentro de outro filme em que duas adolescentes descobrem que há um assassino na sala de cinema onde estão a ver o filme «The Mommy», em que um optometrista se lança num onda de assassinatos controlado pela mãe.

## Elenco
- Zelda Rubinstein - Alice Pressman, a mãe
- Michael Lerner - John Pressman
- Talia Paul - Patty
- Angel Jove - O Assassino